# Ants Piip
Ants Piip (Karksi, 28 febbraio 1884 – Gulag di Nyrobsky, 1º ottobre 1942) è stato un politico, avvocato e diplomatico estone.
Fu un primo ministro dell'Estonia. Durante il suo mandato venne introdotta la prima Costituzione dell'Estonia.
Piips divenne anche il I Anziano Capo di Stato dell'Estonia.

## Biografia
Piip nacque nella località di Tuhalaane, parte del comune rurale di Karksi, nella contea di Viljandi, allora compresa nel governatorato della Livonia, dominato dall'Impero russo.

### Formazione
Studiò al Seminario di Kuldīga (anticamente Goldingen) ora in Lettonia. Tra il 1903 ed il 1905, fu un funzionario laico e maestro di scuola ad Alūksne (Alulinn, Marienburg, oggi in Lettonia) ed anche insegnante alla Scuola Ortodossa Imperatore Nikolai Greek a Kuressaare tra il 1905 - 1906, alla Scuola della Marina tra il 1906 ed il 1912, e all'Istituto Janson Merchant a San Pietroburgo tra il 1913 ed il 1915.
Conseguì il diploma di maturità superiore alla scuola superiore di Kuressaare studiò al Dipartimento dell'Università di San Pietroburgo, tra il 1908 ed il 1913, frequentò ulteriori corsi presso l'Università di Berlino nel 1912, e ricevette una borsa di studio scientifica dall'Università di San Pietroburgo tra il 1913 ed il 1916.

## La Carriera

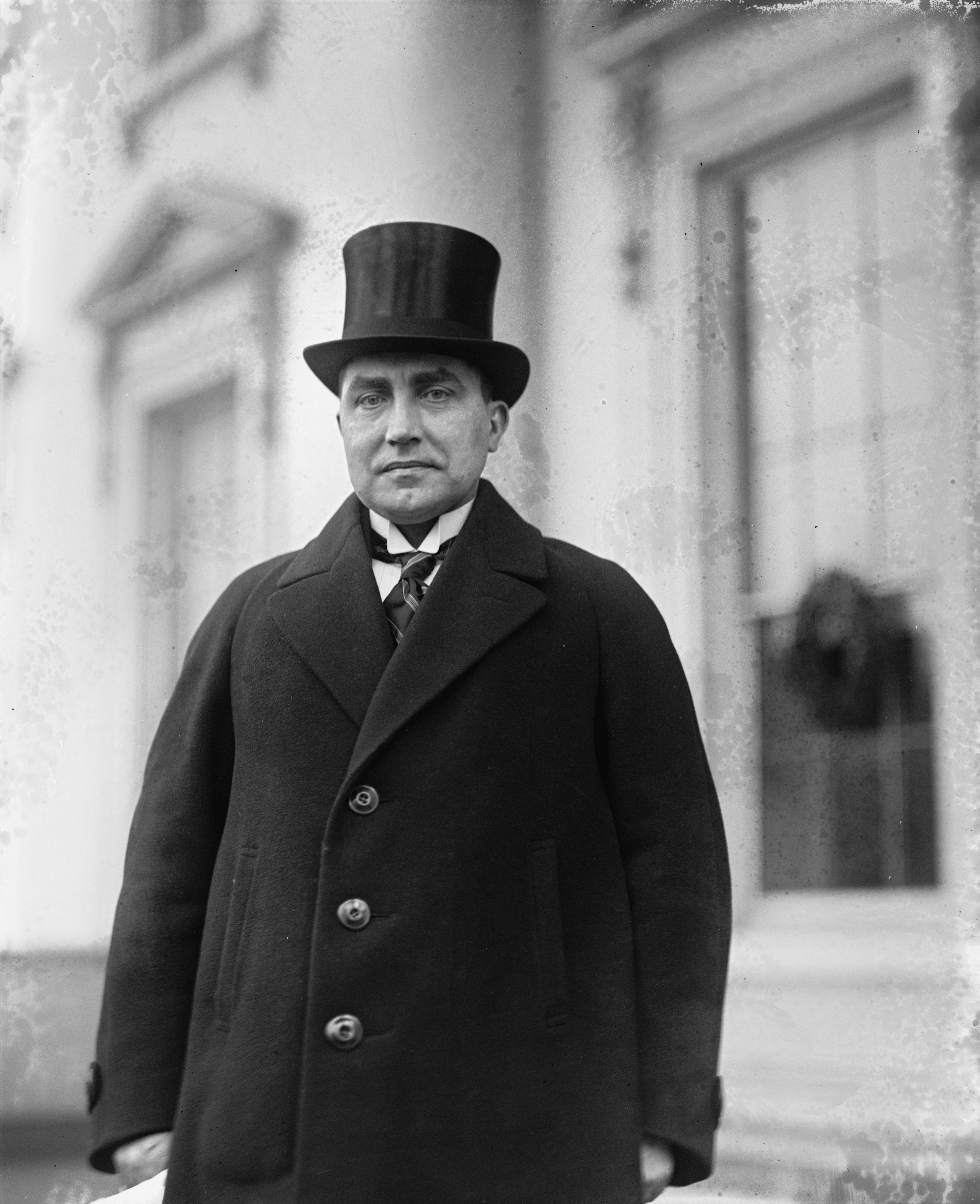
Piip, ambasciatore negli Stati Uniti d'America (1923).

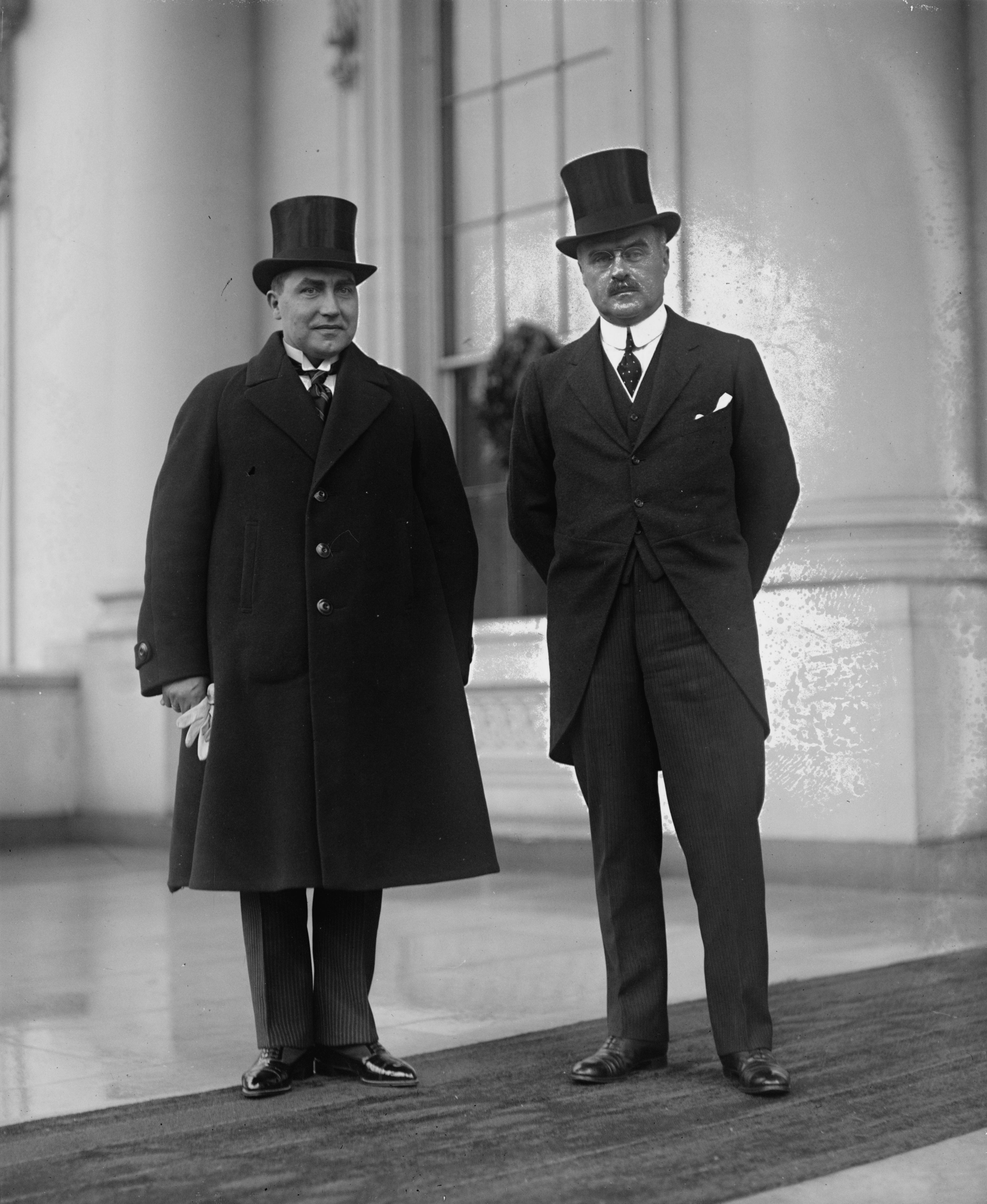
Piip, alla Casa Bianca con J. Butler Wright, (1923)

Piip fu un membro della Assemblea provinciale estone (Maapäev) e più tardi fu un membro dell'Assemblea Costituente estone (Asutav Kogu), ed infine anche del Parlamento estone (Riigikogu). Tra il 1917 ed il 1919, Piip fu membro della Delegazione estera estone a San Pietroburgo e a Londra. Partecipò rappresentando l'Estonia alla Conferenza di pace di Parigi (1919). Nel 1919 fu Delegato al Ministero degli Affari esteri. Tra il 1919 ed il 1920 fece parte a Tartu della Delegazione per le trattatative di pace tra Estonia e RSS Russa, che si conclusero con il Trattato di Tartu (Russia-Estonia).
Tra il 1919 ed il 1940 Piip fu professore di Diritto Internazionale alla facoltà di Legge dell'Università di Tartu. Nel 1920 fu ambasciatore dell'Estonia nel Regno Unito. Tra il 1920 e 1921 ricoprì la carica di Anziano Capo di Stato e fu anche Ministro della Guerra (Difesa). Ebbe la carica di Ministro degli Esteri per cinque volte, e tra il 1923 ed il 1925 fu ambasciatore dell'Estonia negli Stati Uniti. Tra il 1938 ed il 1940, Piip fu ancora un membro del ripristinato Riigikogu.

## L'arresto e la morte nei campi di sterminio sovietici
Con l'occupazione militare dell'Estonia, Piip fu arrestato dalla polizia sovietica (NKVD) il 30 giugno del 1941 e morì l'anno successivo, per fame e per intensi lavori forzati, nei campi di concentramento sovietici (Gulag) in URSS.

## Onorificenze
- 1920 - Croce della Libertà - III/I
- 1932 - Ordine della Croce Rossa Estone - I/II
- 1934 - Ordine della Croce dell'Aquila - I
- 1940 - Ordine della Stella Bianca - I